# Manuel F. Araujo

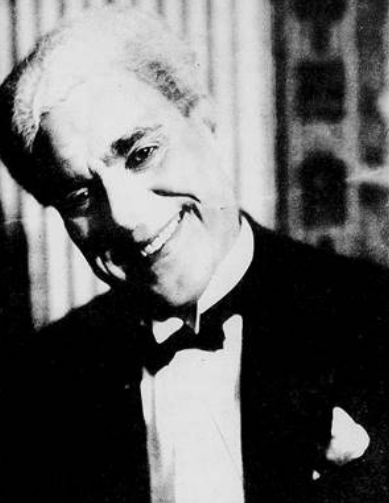

Manuel F. Araujo (1880-1940) est un acteur brésilien. Il a joué dans plusieurs films des années 1920 et 1930 et a réalisé le film Convém Martelar.

## Filmographie
| Année | Film                      | Rôle          |
| ----- | ------------------------- | ------------- |
| 1919  | Alma Sertaneja            |               |
| 1919  | Ubirajara                 |               |
| 1920  | Convém Martelar           |               |
| 1920  | Coração de Gaúcho         |               |
| 1920  | As Aventuras de Gregório  |               |
| 1923  | Augusto Anibal quer casar |               |
| 1923  | Cavaleiro Negro           |               |
| 1923  | A Capital Federal         | Figueiredo    |
| 1924  | Hei de Vencer             | Jaime Fonseca |
| 1929  | Barro Humano              |               |
| 1931  | Mulher                    |               |
| 1933  | Onde a Terra Acaba        |               |
| 1936  | Jovem Tataravô, O         |               |
| 1936  | Bonequinha de Sêda        |               |
| 1937  | Maria Bonita              |               |
| 1939  | Aves Sem Ninho            | Leitão        |